# Tarvos (měsíc)
Tarvos (vyslovováno /ˈtɑrvɵs/) je malý měsíc planety Saturn. Objeven byl 23. září 2000 vědeckým týmem vedeným John J. Kavelaarsem a po svém objevu dostal dočasné označení S/2000 S 4. V srpnu 2003 byl definitivně nazván Tarvos, po gallském bohu jménem Tarvos Trigaranus. Dalším jeho názvem je Saturn XXI.
Tarvos patří do skupiny Saturnových měsíců nazvaných Gallové.

## Vzhled měsíce
Předpokládá se, že průměr měsíce Tarvos je přibližně 15 kilometrů (odvozeno z jeho albeda). Barva povrchu měsíce se zdá být světle červená.

## Oběžná dráha

Diagram znázorňující oběžnou dráhu měsíce Tarvos ve vztahu k ostatním nepravidelným satelitům Saturnu. Excentricitu dráhy představuje žlutá čára vyjadřující vzdálenost od pericentra k apocentru. Skupina Inuitů (modře) a skupina Galů (červeně).

Tarvos obíhá Saturn po prográdní dráze v průměrné vzdálenosti 18 milionů kilometrů. Má nejvíce excentrickou dráhu ze všech doposud známých saturnových měsíců. Oběžná doba je 926 dní.
Orbita je velmi podobná oběžné dráze dalšího Saturnova měsíce nazvaného Albiorix. Protože má i podobnou barvu, zdá se, že tyto měsíce mají společný původ, nebo že Tarvos je úlomkem měsíce Albiorix.